# Jeffrey Walker
Jeffrey Walker, född 25 mars 1969, är en brittisk basist och sångare från Liverpool. Han är mest känd som medlem i death metal-bandet Carcass. Innan Carcass spelade han i punkbandet Electro Hippies.